# Mösting (månekrater)
Mösting er et lille nedslagskrater på Månen, som befinder sig i den sydøstlige udkant af Mare Insularum på Månens forside.
Navnet blev officielt tildelt af den Internationale Astronomiske Union (IAU) i 1935. 
Mod syd-sydøst ligger det skålformede satellitkrater 'Mösting A'. Denne lille formation dannede udgangspunkt for den fundamentale stedsbestemmelse i det selenografiske koordinatsystem. Det defineredes til at have følgende koordinater:
| Bredde: | 3° 12' 43,2" |
| Længde: | 5° 12' 39,6" |

## Omgivelser
Det noget ødelagte Sömmeringkrater ligger mod nordvest. Mod sydøst ligger det store Flammarionkrater. 

## Karakteristika
Möstings indre rand er terrasseformet, og i kraterbundens midtpunkt rejser en lille bakke sig.

## Satellitkratere
De kratere, som kaldes satellitter, er små kratere beliggende i eller nær hovedkrateret. Deres dannelse er sædvanligvis sket uafhængigt af dette, men de får samme navn som hovedkrateret med tilføjelse af et stort bogstav. På kort over Månen er det en konvention at identificere dem ved at placere dette bogstav på den side af satellitkraterets midte, som ligger nærmest hovedkrateret. Möstingkrateret har følgende satellitkratere:
| Mösting | Bredde | Længde | Diameter |
| ------- | ------ | ------ | -------- |
| A       | 3,2° S | 5,2° V | 13 km    |
| B       | 2,7° S | 7,4° V | 7 km     |
| C       | 1,8° S | 8,0° V | 4 km     |
| D       | 0,3° S | 5,1° V | 7 km     |
| E       | 0,3° N | 4,6° V | 44 km    |
| K       | 0,7° S | 7,4° V | 3 km     |
| L       | 0,6° S | 3,4° V | 3 km     |
| M       | 1,3° S | 4,3° V | 31 km    |
| U       | 3,2° S | 6,6° V | 18 km    |

## Måneatlas
- Billeder af Mostingkrateret i LPI-måneatlasset